# 얼 메도스
얼 엘머 메도스(Earle Elmer Meadows, 1913년 6월 29일 ~ 1992년 11월 11일)는 미국의 육상 선수로 장대높이뛰기를 주로 활약하였다.
서던캘리포니아 대학교에서 수학하였고, 1936년 베를린 올림픽에서 금메달을 획득하였다. 1937년 세계 기록을 깼으며, 또한 세계 기록에 우수의 높이를 제거하였지만 스포츠의 관리하는 몸에 의하여 비준되지 않았다.
그의 우승 장대는 레니 리펜슈탈의 《올림피아》에 그가 메달 시상식에서 국가에 경례하는 클로우즈 업 장면에 이어 나왔다.